# Bente Paulis
Bente Paulis (Leiderdorp, 14 de fevereiro de 1997) é uma remadora neerlandesa.

## Carreira
Paulis começou a remar no Rowing Club Salland, assim como sua irmã mais velha, Ilse Paulis. Ela é remadora da Seleção Nacional de Remo e ASR Nereus em Amsterdã. No Campeonato Europeu de Remo em Munique ela conquistou a medalha de prata no skiff duplo feminino, ao lado de Ilse Kolkman, Nika Vos e Tessa Dullemans. Essa equipe também conquistou a medalha de prata no Campeonato Mundial de Remo realizado na República Tcheca.
Nos Jogos Olímpicos de Verão de 2024, em Paris, conquistou a medalha de prata na competição de skiff quádruplo feminino, ao lado de Laila Youssifou, Roos de Jong e Tessa Dullemans com o tempo de 6:19.70.